# Барон Ловел
Барон Ловел (Ловелл) — старинный дворянский титул, созданный четыре раза в британской истории, дважды в системе Пэрства Англии (1299, 1348) и дважды в системе Пэрства Великобритании (1728 и 1762).

## Барон Ловел из Титчмарша (Англия, 6 февраля 1299)
- Джон Ловел, 1-й барон Ловел (ок. 1254—1311), сын сэра Джона Ловела;
- Джон Ловел, 2-й барон Ловел (ок. 1288 — 24 июня 1314), старший сын предыдущего;
- Джон Ловел, 3-й барон Ловел (ок. 1314 — 3 сентября 1347), сын предыдущего;
- Джон Ловел, 4-й барон Ловел (ок. 1341 — 12 июля 1361), старший сын предыдущего;
- Джон Ловел, 5-й барон Ловел (ок. 1344 — 10 сентября 1408), младший брат предыдущего;
- Джон Ловел, 6-й барон Ловел (ок. 1378 — 19 октября 1414), старший сын предыдущего;
- Уильям Ловел, 7-й барон Ловел и 4-й барон Холланд (1397 — 13 июня 1454), старший сын предыдущего;
- Джон Ловел, 8-й барон Ловел и 5-й барон Холланд (1432 — 9 января 1465), старший сын предыдущего;
- Фрэнсис Ловел, 9-й барон Ловел, 6-й барон Холланд и 1-й виконт Ловел (1456—1487), единственный сын предыдущего. С 1483 по 1485 год носил титул виконта Ловелла. В 1485 году он был лишен титулов и владений.

## Барон Ловел из Кэри (Англия, 20 ноября 1348)
- Ричард Ловел, 1-й барон Ловел из Кэри (умер 31 января 1351).

## Виконт Ловел (Англия, 4 января 1483)
- Фрэнсис Ловел, 1-й виконт Ловел (1456—1487), единственный сын Джона Ловела, 8-го барона Ловела и 5-го барона Холланда (1432—1465). В 1485 году он был лишен титулов и владений.

## Барон Ловел из Минстер-Ловелл (Великобритания, 28 мая 1728)
- Томас Кокс, 1-й барон Ловел (17 июня 1697 — 20 апреля 1759), сын Эдварда Кокса. В 1744 году получил титул графа Лестера. После его смерти оба титула прервались.

## Барон Ловел и Холланд из Энмора (Великобритания, 7 мая 1762)
- Джон Персиваль, 2-й граф Эгмонт (25 февраля 1711 — 4 декабря 1770), старший сын Джона Персиваля, 1-го графа Эгмонта (1683—1748).

Все последующие графы Эгмонты носили титул баронов Ловел и Холланд.